# Sportjahr 1861
Liste der Sportjahre

◄◄ | ◄ | 1857 | 1858 | 1859 | 1860 | Sportjahr 1861 | 1862 | 1863 | 1864 | 1865 | ► | ►►

Weitere Ereignisse
| Sport – Chronologie | Sport – Chronologie                                                                                         |
| ------------------- | --- |
| 19. Februar         | Die Turnerschaft Kronach wird gegründet.                                                                    |
| 3. März             | Die Gummersbacher Turnverein wird gegründet.                                                                |
| 15. März            | In Norwegen wird die Zentralvereinigung für die Ausbreitung von Leibesübungen und Waffengebrauch gegründet. |
| 23. März            | Oxford gewinnt das Boat Race gegen Cambridge.                                                               |
| 23. März            | Der TV 1861 Kulmbach wird gegründet.                                                                        |
| 1. Mai              | Der Lüdenscheider Turnverein von 1861 wird gegründet.                                                       |
| 11. Mai             | Der TV GuthsMuths in Moabit wird gegründet.                                                                 |
| 20. Mai             | In Trysil, Norwegen, wird der Skiclub Trysilgutten gegründet.                                               |
| 11. Juli            | Der Deutsche Schützenbund wird in Gotha gegründet.                                                          |
| 18. Juli            | Der Mont Blanc wird erstmals über den Dôme du Goûter bestiegen.                                             |
| 18. Juli            | Der Montevideo Cricket Club wird gegründet.                                                                 |
| 19. Juli            | Der MTV Eintracht Hildesheim wird gegründet.                                                                |
| 10.–12. August      | In Berlin wird das zweite Deutsche Turnfest abgehalten.                                                     |
| 4. Oktober          | Der Mont Pourri im Vanoise-Massiv wird von Michel Croz im Alleingang erstmals bestiegen.                    |
| 20. Oktober         | Das englische Cricket-Team beginnt eine Tournee durch Australien.                                           |
| 7. November         | Der Melbourne Cup, ein Pferderennen, wird erstmals ausgetragen.                                             |

Das Sportjahr 1861 ist wie das Jahr zuvor in Deutschland vom Turnen und auf den Britischen Inseln vom Golf geprägt. Doch auch das Fußballspiel erfreut sich gleich auf mehreren Kontinenten zunehmender Beliebtheit.

## Ereignisse

### Cricket, Fußball, Turnen, Fechten
Auch im Jahr 1861 geht der Boom des Turnens weiter, der im Vorjahr in Deutschland begonnen hat. Die Anzahl der Turner steigt deutschlandweit von rund 30.000 im Vorjahr auf etwa 100.000. Zahlreiche Turnvereine werden (wieder) gegründet, darunter die im Vorjahr aus politischen Gründen vom Frankfurter Turnverein abgespaltene Frankfurter Turngemeinde, der Gummersbacher Turnverein, die Turnerschaft Kronach, die Turngemeinde Heidenheim und der Männerturnverein Gifhorn. In Moabit bei Berlin wird zu Ehren des Begründers des deutschen Jugendturnens, Johann Christoph Friedrich GutsMuths, am 11. Mai der TV GutsMuths gegründet. 73 bisherige Mitglieder des MTV von 1848 Hildesheim gründen am 19. Juli den Turnverein MTV Eintracht Hildesheim, der außerdem eine eigene Fechtabteilung beinhaltet. Im August wird das 2. Deutsche Turn- und Jubelfest in Berlin abgehalten. Anlass dafür ist die Errichtung des ersten deutschen Turnplatzes 50 Jahre vorher und die Grundsteinlegung für das Jahndenkmal in der Hasenheide.

#### Weitere 1861 gegründete Turnvereine
- 23. März: TV 1861 Kulmbach
- 1. Mai: Lüdenscheider Turnverein von 1861
- Mai: TV Giengen
- Juni: Turngemeinde von 1861 Rheda

- Männerturnverein Abbehausen
- TV Feuchtwangen
- Turnverein 1861 Forst
- Turnverein Groitzsch
- MTV von 1861 Horneburg
- Melsunger Turngemeinde
- TV Metzingen
- TV 1861 Rottenburg

Auch außerhalb Europas kommt es zu Gründungen von Sportvereinen: Am 18. Juli wird in Montevideo von Briten in Uruguay der Montevideo Cricket Club mit einer dazugehörigen Fußballabteilung gegründet. Und Bostoner Studenten gründen den Oneida Football Club als ersten Fußballverein der Vereinigten Staaten, der zwar nur knapp fünf Jahre Bestand hat, in dieser Zeit aber kein einziges Fußballspiel verliert. Die Mannschaft bleibt dabei sogar ohne Gegentor. Es ist jedoch unklar, nach welchen Regeln die „Oneida-Boys“ in dieser Zeit spielen, da das Regelwerk der Football Association erst 1863 ausgearbeitet wird.
Nach seiner erfolgreichen Tour durch Nordamerika im Jahr 1859 setzt das englische Cricket-Team am 20. Oktober von Liverpool aus Segel für eine Tournee nach Australien. Die Mannschaft trifft am 24. Dezember in Melbourne ein.

### Boxen

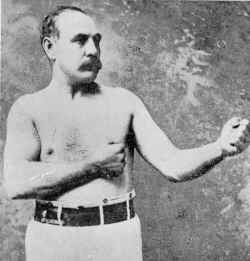
Jem Mace

Jem Mace, genannt „The Gypsie“, besiegt Sam Hurst, der allgemein als Schwergewichtsmeister im Boxen gilt, und etwa 100 Pfund mehr wiegt, bei einem Kampf in Kent in der achten Runde durch K. o. und wird dadurch neuer englischer Box-Champion.

### Golf
Nachdem unter seinem Einfluss im Vorjahr The Open Championship im Golf in Prestwick erstmals ausgetragen worden ist, gewinnt der schottische Greenkeeper Tom Morris diese Veranstaltung erstmals.

### Pferderennen
- 7. November: Der Melbourne Cup, ein Handicaprennen über zwei Meilen, wird erstmals ausgetragen.
- "Rookeby" gewinnt das 28. Union-Rennen auf dem Tempelhofer Feld.

### Rudern
Oxford gewinnt am 23. März das 18. Boat Race gegen Cambridge in einer Zeit von 23′03″.
Der First Trinity Boat Club gewinnt wie im Vorjahr den Grand Challenge Cup der Henley Royal Regatta in London.

### Rugby
In Stockport im Norden Englands wird der Sale Sharks Rugby Union Football Club gegründet, der bis heute zu den führenden Mannschaften der Rugby Union gehört.
Canon George Ogilvie, der neue Rektor des Diocesan College in Kapstadt, bringt den Rugby-Sport aus England nach Südafrika.

### Schach
Der erste Kongress des Westdeutschen Schachbundes (WDSB) wird in Düsseldorf abgehalten. Dabei wird allerdings noch kein Meister ausgespielt.

### Sportschießen / Bogenschießen
- 11. Juli: In Gotha wird der Deutsche Schützenbund gegründet.

- In Großbritannien wird die Grand National Archery Society für das Bogenschießen gegründet.

### Wintersport
In Trysil in Norwegen wird am 20. Mai Trysilgutten gegründet, der älteste Skiclub der Welt.
Der Frankfurter Schlittschuhclub wird gegründet. Er ist damit der älteste deutsche Schlittschuhverein.

### Bergsteigen
Am 18. Juli gelingt dem Bergführer Johann Josef Benet gemeinsam mit Leslie Stephen, F.F. Tuckett, Melchior Anderegg sowie Peter Perren die erste Ersteigung des Mont Blanc über den Dôme du Goûter, die heutige Normalroute.
Folgende Berge werden 1861 zum ersten Mal bestiegen:
| Name des Berges | Höhe (m) | Region                            | Datum der Erstbesteigung | Erstbesteiger                                                                   |
| --------------- | -------- | --------------------------------- | ------------------------ | ------------------------------------------------------------------------------- |
| Fluchthorn      | 3.399    | Silvretta                         | 12. Juli                 | Johann Jakob Weilenmann und Franz Pöll                                          |
| Schreckhorn     | 4.078    | Berner Alpen                      | 16. August               | Peter und Christian Michel, Leslie Stephen und Ulrich Kaufmann                  |
| Weisshorn       | 4.505    | Walliser Alpen                    | 19. August               | John Tyndall, Johann Joseph Brennen und Ulrich Wenger                           |
| Liskamm         | 4.527    | Walliser Alpen                    | 19. August               | William Edward Hall, Jean-Pierre Cachat, Peter Perren, Josef-Marie Perren u. a. |
| Castor          | 4.223    | Aostatal, Walliser Alpen          | 26. August               | F.W. Jacomb und William Mathews / Führer Michel Croz                            |
| Nordend         | 4.609    | Monte-Rosa-Massiv, Walliser Alpen | 26. August               | T.F. und Edward N.Buxton und J.J. Cowell mit Michel Payot                       |
| Monte Viso      | 3.841    | Cottische Alpen                   | 30. August               | Michel Croz, Jean Baptiste Croz, William Mathews und Frederik Jacomb            |
| Mont Pourri     | 3.779    | Vanoise-Massiv, Grajische Alpen   | 4. Oktober               | Michel Croz                                                                     |
| Albertspitze    | 4.095    | Kamerun, Zentralafrika            | ?                        | Richard Francis Burton und Gustav Mann                                          |
| Grays Peak      | 4.350    | Rocky Mountains, Colorado         | ?                        | Charles Christopher Parry                                                       |
| Torreys Peak    | 4.349    | Rocky Mountains, Colorado         | ?                        | Charles Christopher Parry                                                       |

### Sonstiges
- 15. März: In Norwegen wird die Zentralvereinigung für die Ausbreitung von Leibesübungen und Waffengebrauch (Centralforeningen for Udbredelse af Legemsøvelser og Vaabenbrug) gegründet, mit dem Ziel, die Verteidigungsfähigkeit des Landes zu stärken. Aus der Organisation entwickelt sich mit den Jahren der norwegische Sportdachverband und das nationale Olympische Komitee.

- Der Clube Atlético de Coimbra wird gegründet.

## Geboren

### Geburtsdatum gesichert
- 03. Januar: Ernest Renshaw, englischer Tennisspieler († 1899)
- 06. Januar: Chris Hooijkaas, niederländischer Segler († 1926)

- 03. Februar: Alexander Maunder, britischer Sportschütze († 1932)
- 04. März: Curt von Bardeleben, deutscher Schachspieler († 1924)
- 14. März: Michele Ceriana Mayneri, italienischer Politiker, Industrieller und Fußballspieler († 1930)
- 22. März: Perry Doolittle, kanadischer Arzt, Erfinder, Radrennfahrer und Automobilist († 1933)

- 01. April: Gustaf Adolf Boltenstern senior, schwedischer Dressurreiter († 1935)
- 30. April: Giunio Fedreghini, italienischer Fechter († 1945)

- 11. Juni: Émile Grumiaux, französischer Bogenschütze († 1932)
- 30. Juni: Howard Taylor, britischer Segler († 1925)

- 03. Juli: Peter Jackson, australischer Schwergewichtsboxer († 1901)
- 15. Juli: Émile Thubron, britischer Motorbootfahrer († 1927)
- 31. Juli: Edward Breck, US-amerikanischer Florettfechter, Golfer, Autor, Diplomat und Spion († 1929)

- 11. August: Emil Zsigmondy, österreichischer Bergsteiger († 1885)
- 21. August: Frédéric de Civry, französischer Radrennfahrer († 1893)
- 27. August: Reginald Brooks-King, britischer Bogenschütze († 1938)

- 21. September: Josef Scheiner, tschechischer Jurist, Journalist und Politiker sowie Mitglied der tschechischen Turnbewegung Sokol († 1932)

- 05. Oktober: Arthur Upton, britischer Wasserballspieler († unbekannt)
- 16. Oktober: Ernest Barberolle, französischer Ruderer († 1948)
- 16. Oktober: Richard Sears, US-amerikanischer Tennisspieler († 1943)
- 19. Oktober: Aimé Haegeman, belgischer Reiter († 1935)

- 06. November: James Naismith, kanadischer Erfinder der Sportart Basketball († 1939)
- 22. November: Cyrus Dallin, US-amerikanischer Bogenschütze († 1944)

### Genaues Geburtsdatum unbekannt
- John Frederick Abercromby, britischer Golfarchitekt († 1935)
- James Pike, britischer Sportschütze († 1919)
- Charles Thiércelin, haitianischer Fechter († unbekannt)
- Horatio Torromé, argentinisch-britischer Eiskunstläufer († 1920)

### Geboren um 1861
- 1860/1861:Elizabeth Alice Hawkins-Whitshed, irische Bergsteigerin, Photographin und Schriftstellerin († 1934)